# エスコ・アホ
エスコ・タパニ・アホ（Esko Tapani Aho、1954年5月20日 - ）は、フィンランド共和国の政治家。首相を務めた。容貌の類似から「カンヌスのケネディ」とも呼ばれる。

## 人物
1990年に中央党の党首となり、1991年には首相に就任、36歳での首相就任はフィンランド史上最年少で、1995年まで務めた。
2000年に行われた大統領選挙では社会民主党のタルヤ・ハロネン候補に敗れ、その後はアメリカのハーバード大学へ留学した。2004年にはフィンランド国立研究開発基金 (Sitra) の総裁に就任し、在任中に欧州委員会の依頼で「革新的なヨーロッパの創造」と題したレポートを発表した。総裁は2008年まで務めた後、ノキアの取締役に転じた。
2016年にロシア政府が株式の過半数を保有するロシア貯蓄銀行（ズベルバンク）の取締役に就任した。2022年2月、ロシアのウクライナ侵攻に伴い取締役を辞任した。

## 著書
- Tulevaisuus on tehtävä: maan oikeudesta työn oikeuteen. Helsinki: Otava. (1997). ISBN 978-951-1-14064-1
- Pääministeri. Helsinki: Otava. (1998). ISBN 978-951-1-14065-8
- Kolme kierrosta: presidentinvaalit ja niiden jälkinäytös Esko Ahon päiväkirjan kertomana. Helsinki: Otava. (2000). ISBN 978-951-1-16119-6
- Sattuma suosii valmistautunutta. Helsinki: Kunnallisalan kehittämissäätiö. (2003). ISBN 978-952-5-51404-9